# Necromys lactens
Necromys lactens es una especie de roedor de la familia Cricetidae.

## Distribución geográfica
Se encuentra en  Argentina y Bolivia.